# 王光賁
王光賁（16世紀—17世紀），號括苍，山東東昌府濮州觀城縣人，明朝政治人物。

## 生平
王光賁是萬曆四十六年（1618年）的舉人，天啟二年（1622年）成進士，历任顺天府武学教授、国子监博士，五年獲授戶部贵州司主事。前往邯鄲時張某曾用萬兩賄賂，他拒絕對方，並依法治罪。左光斗的弟弟左光明是他的門生，因此遭魏忠賢忌恨，多次抗疏辭官歸鄉，不再接受起用，死後於鄉賢祠祭祀。崇祯元年升户部员外郎、郎中。二年被降职为大理寺右評事，三年升刑部主事，四年养病告归。